# Калу (річка)
Калу або Калу-Ганга (синг. කළු ගඟ) — найповноводніша річка Шрі-Ланки.
Довжина річки 129 км. Її басейн охоплює площу 2766 км², це другий за площею річковий басейн країни (після басейну річки Махавелі). Басейн річки отримує найвищу кількість атмосферних опадів у країні — в середньому 4000 мм за рік, іноді фіксується щоденний рівень опадів близько 400 мм, тому річка Калу має найвищий стік серед річок країни — 4 кубічних кілометра на рік. Населення, яке живе по берегах річки нижче міста Ратнапура, страждає від частих повеней під час сезону південно-західного мусону.
Річка бере початок у Центральному гірському масиві і тече в загальному західному напрямку через місто Ратнапура і досягає Лаккадівського моря біля міста Калутара в південно-західній частині острова.